# Leichtathletik-Europameisterschaften 2010/Teilnehmer (Portugal)
Portugal meldete 42 Sportler, 24 Männer und 18 Frauen, für die Leichtathletik-Europameisterschaften 2010 vom 27. Juli bis zum 1. August in Barcelona.
| Wettbewerb        | Männer                                                                                | Frauen                                              |
| ----------------- | ------------------------------------------------------------------------------------- | --------------------------------------------------- |
| 100 m             | Francis Obikwelu (4. Platz)                                                           | Sónia Tavares                                       |
| 200 m             | Arnaldo Abrantes (15. Platz) Francis Obikwelu (Disqualifiziert)                       | Sónia Tavares (22. Platz)                           |
| 5000 m            | Yousef El Kalai Eduardo Mbengani Rui Pedro Silva                                      | Jéssica Augusto Ana Dulce Félix Sara Moreira        |
| 10.000 m          | Yousef El Kalai José Rocha Rui Pedro Silva                                            | Jéssica Augusto Ana Dulce Félix Sara Moreira        |
| Marathon          | Alberto Chaiça Luís Feiteira Hermano Ferreira José Moreira Fernando Silva             | Marisa Barros Ana Dias Fernanda Ribeiro Mónica Rosa |
| 3000 m Hindernis  | Alberto Paulo Pedro Ribeiro Mário Teixeira (Läufer)                                   |                                                     |
| 400 m Hürden      | João Ferreira                                                                         | Patrícia Lopes                                      |
| 20 km Gehen       | João Vieira Sérgio Vieira                                                             | Ana Cabecinha Inês Henriques Vera Santos            |
| 50 km Gehen       | Augusto Cardoso António Pereira                                                       |                                                     |
| Stabhochsprung    | Edi Maia                                                                              | Sandra-Hélèna Tavares Homo Maria Eleonor Tavares    |
| Weitsprung        | Gaspar Araújo                                                                         | Naide Gomes                                         |
| Dreisprung        |                                                                                       | Patrícia Mamona                                     |
| Kugelstoßen       | Marco Fortes                                                                          | Maria Antónia Borges                                |
| Diskuswurf        |                                                                                       | Liliana Cá                                          |
| 4 × 100 m Staffel | Arnaldo Abrantes João Ferreira Ricardo Monteiro Yazaldes Nascimentos Francis Obikwelu |                                                     |